# 琉球叉柱兰
琉球叉柱兰（学名：Cheirostylis liukiuensis），又名墨绿指柱兰、琉球指柱兰，为兰科指柱兰属下的一个种。

## 扩展阅读
- 维基共享资源上的相關多媒體資源：琉球指柱兰
- 維基物種上的相關：琉球指柱兰